# Solar Megre
O Solar Megre, actual Casa Diocesana, está edificado no largo da Igreja Matriz da freguesia de Aldeia de Santa Margarida. Trata-se de um edificado que possui uma enorme quinta nas traseiras da casa e que não tem pedra de armas.
Construído nos princípios do século XIX, pertenceu à Família Godinho Boavida, sendo proprietário o senhor Francisco Godinho Boavida. Pertenceu depois a sua filha Celeste Godinho Boavida, tendo sido posteriormente vendido por seu marido Albano Caldeira Bourbon ao Dr. Domingos Megre. A Família Megre era também proprietária da Quinta da Granja e de uns moinhos nas freguesias das Aranhas e do Salvador. Segundo se sabe, a família nunca chegou a habitar o solar, tendo sempre vivido na freguesia das Águas.
O Solar Megre, igualmente conhecido por Casa Grande ou Casa das Freiras, foi, durante a década de 1950, doado pela Família Megre à Diocese de Portalegre-Castelo Branco. No ano de 1955 o bispo D. Agostinho Joaquim Lopes de Moura veio tomar posse da herança.
Albergou, durante muitos anos, as irmãs da congregação das Missionárias Reparadoras do Sagrado Coração de Jesus, que prestavam diversos serviços à comunidade além de várias actividades de apostolado, entre as quais cursos de cristandade, de catequese, de noivos, retiros e encontros de casais. Na quinta eram criados porcos, vacas, ovelhas, galinhas e cavalos, além de diversas culturas agrícolas que serviam, sobretudo, para abastecer a cozinha da congregação.
Mais tarde, depois de as Missionárias Reparadoras do Sagrado Coração de Jesus terem abandonado esta freguesia, a Casa Grande foi ocupada pela Associação Le Patriarche, uma associação francesa de recuperação de toxicodependentes. Também aqui a quinta tinha um papel importante não só na criação de animais e bens para alimentação, como também para actividades dos internados. A associação permaneceu na aldeia até meados da década de 1990.
Actualmente a casa está desocupada e a diocese colocou-a à venda.